# Huizhou Pingtan Airport
Huizhou Pingtan Airport (kinesiska: 惠州平潭机场) är en flygplats i Kina. Den ligger i provinsen Guangdong, i den södra delen av landet, omkring 140 kilometer öster om provinshuvudstaden Guangzhou.
Runt Huizhou Pingtan Airport är det ganska tätbefolkat, med 199 invånare per kvadratkilometer. Närmaste större samhälle är Huizhou, 20,0 km väster om Huizhou Pingtan Airport. Omgivningarna runt Huizhou Pingtan Airport är en mosaik av jordbruksmark och naturlig växtlighet.
Genomsnittlig årsnederbörd är 1 990 millimeter. Den regnigaste månaden är maj, med i genomsnitt 539 mm nederbörd, och den torraste är oktober, med 15 mm nederbörd.